# 뮬 정방기
뮬 정방기 또는 스피닝 뮬(Spinning mule)은 면화와 기타 섬유를 방적하는 데 사용되는 기계이다. 이 제품은 18세기 후반부터 20세기 초반까지 랭커셔주 및 기타 지역의 제면소에서 광범위하게 사용되었다. 뮬 정방기는 두 명의 소년, 즉 작은 조각가와 큰 조각가 또는 측면 조각가의 도움을 받아 마인더에 의해 쌍으로 작업되었다. 마차는 최대 1,320개의 스핀들을 운반하고 길이는 150피트(46m)에 달하며 1분에 4번 5피트(1.5m)의 거리를 앞뒤로 움직였다.
1775년에서 1779년 사이에 새뮤얼 크럼프턴이 발명했다. 자동 작동(자동) 정방기는 1825년 리처드 로버츠에 의해 특허를 받았다. 전성기에는 랭크셔주에만 뮬 정방기 방추가 50,000,000개 있었다. 최신 버전은 여전히 생산 중이며 니트 직물 시장을 위해 캐시미어, 초극세 메리노, 알파카와 같은 고급 섬유로 모사를 방적하는 데 사용된다.
뮬 정방기는 간헐적인 과정을 통해 직물 섬유를 실로 회전시킨다. 드로우 스트로크에서는 로빙이 롤러를 통해 당겨지고 비틀어진다. 반품 시 스핀들에 포장된다. 라이벌인 스로슬 프레임 또는 링 프레임은 로빙이 한 번의 동작으로 그려지고, 비틀리고, 감싸지는 연속 프로세스를 사용한다. 뮬 정방기는 1790년부터 1900년경까지 가장 일반적인 방적기였으며 1980년대 초까지 여전히 가는 실을 만드는데 사용되었다. 1890년에 전형적인 면직물 공장에는 각각 1,320개의 스핀들을 갖춘 60개가 넘는 정방기가 있었고, 이는 주당 56시간 동안 분당 4번 작동했다.

## 같이 보기
- 제면소

## 관련 서적
- Catling, Harold (1986). 《The Spinning Mule》. Preston: The Lancashire Library. ISBN 0-902228-61-7.
- Nasmith, Joseph (1895). 《Recent Cotton Mill Construction and Engineering》 Elibron Classics판. London: John Heywood. ISBN 1-4021-4558-6.
- Marsden, Richard (1884). 《Cotton Spinning: its development, principles an practice.》. George Bell and Sons 1903. 2009년 4월 26일에 확인함.
- Marsden, 편집. (1909). 《Cotton Yearbook 1910》. Manchester: Marsden and Co. 2009년 4월 26일에 확인함.
- Miller, I; Wild, C; Little, S (2007). 《A & G Murray and the Cotton Mills of Ancoats》. Storey Institute Lancaster: Oxford Archaeology North. ISBN 978-0-904220-46-9.